# إنجين أكيوريك
إنجين أكيوريك (بالتركية: Engin Akyürek)‏ ممثل وكاتب تركي ولد في 12 من أكتوبر 1981 بمدينة أنقرة بتركيا. استطاع أن يكون في عداد النجوم الأوائل في تركيا رغم أن حصيلته الفنية لا تحتوي على الكثير من الأعمال. حصل على العديد من الجوائز من ضمنها جائزة سيول للدراما العالمية وثلاث جوائز لأفضل مسلسلات، وجائزة الفراشة الذهبية بالإضافة لجائزة مهرجان ازمير الدولي للأفلام.[بحاجة لمصدر]

## نشأته ودراسته
ولد انجين أكيوريك في 12 من أكتوبر عام 1981 بمدينة أنقرة بتركيا. يعمل والده كمسؤول بالحكومة ووالدته ربة منزل، ولديه أخ أصغر منه. تخرج من قسم التاريخ بجامعة أنقرة بتركيا عام 2002.

## مشواره الفني

### الأفلام والمسلسلات
في عام 2004 وبعد عامان من تخرجه بدأ مشواره الفني حينما اشترك في برنامج نجوم تركيا (بالتركية: Turkiye’nin Yildizlari)‏. حظى انجين ببعض الشهرة حينما احتل المركز الأول في مسابقة نجوم تركيا؛ مما أتاح له الفرصة بالاشتراك بعام 2004 بدور صغير في مسلسل الغريب والذي عرض على قناة إم بي سي 1 من إنتاج «Yagmur Taylan و  Durul Taylan» ومن هنا بدأ انجين مشواره الفني.
واستطاع بأدائه لشخصية قادر صادق أوغلو في فيلم «Kader» في عام 2006 أن يجعل النقاد يشيدون به وبأدائه مما رشحه للفوز بجائزة «أفضل ممثل واعد» في السينما التركية، وجائزة CASOD
وبعد ذلك لعب انجين دور البطولة في دور «حليم» بالمسلسل التلفزيوني "Karayılan" في عام 2007، وتتناول أحداث وقعت خلال الاحتلال الفرنسي.
لعب أكيوريك دور «مصطفى بولوت»، وبرع في أداء دور العاشق المريض نفسياً والمصاب بالصرع، في المسلسل التلفزيوني " Bir Bulut Olsam"، تأليف الكاتبة (ميرال أوكاي) وإنتاج (Ulaş Inaç). 
ويعتبر مسلسل ما ذنب فاطمة جول؟ والمعروف في الوطن العربي باسم «فاطمة» والذي تم عرضه في عام 2010-2012 بداية تعارف انجين فعلياً مع جمهوره في جميع أنحاء العالم حيث لعب دور البطولة، وقام بأداء دور البطل الرومانسي الوسيم (كريم ألجاز)، وهو مسلسل تلفزيوني يتناول القضايا الاجتماعية والنفسية المحيطة بضحايا الاغتصاب، سيناريو (Ece Yörenç و  Melek Gencoğlu) ومن إنتاج كرم شاتاي.
وفي عام 2014 قام انجين بأداء شخصية «تكين» في الفيلم المشهور «مشكلة صغيرة في أيلول» (بالتركية: Bi Küçük Eylül Meselesi)‏ تأليف وإخراج (كرم ديرين). 
وفي نفس العام عاد إلى شاشات التلفزيون في شخصية المحقق «عمر دمير» في مسلسل العشق الأسود، حيث فاز بجائزة «أفضل ممثل» في جوائز سيول الدولية للدراما عام 2015، ورشح ايضاً لجائزة إيمي الدولية في فئة أفضل ممثل عن نفس الدور. 
ثم عاد انجين في بداية عام 2017 إلى الشاشة مرة أخرى في دور الطبيب «داهان سويسور» في مسلسل حتى الممات
وفي سبتمبر 2017 قام بتصوير فيلم «الأطفال أمانة لديك» (بالتركية: Çuçuklar Sana Emanet)‏ من إخراج (شاغان ارماك) والذي تم عرضه في صالات السينما في مارس 2018.
تم تكريمه في مهرجان الفراشة الذهبية في عام 2017؛ حيث تم منحه «جائزة المعجزة» وهي جائزة شرفية منحت له تقديراً لجهوده ومساهمته في نشر ونجاح الدراما التركية في جميع أنحاء العالم.
وفي عام 2018 قام بتصوير فيلم «حب واحد وحياتان» (بالتركية: Bir Aşk İki Hayat[بحاجة لمصدر])‏ من إنتاج شركة القمر وإخراج «علي بيلجين» والذي تم عرضه في بداية عام 2019.

### المسرح
في عام 2007، عمل إنجين أكيوريك في مسرحية " Romantika Muzikali "من إنتاج " Turker Inanoglu "، ومن إخراج "  Sakir Gurzumar "، الذي قام فيه بدور البطولة في دور «سيتو»، الرجل الشجاع.

### المقالات
لم تقتصر موهبة الفنان انجين أكيوريك على التمثيل وفقط بل استطاع أن يبهر جمهوره ويؤثرهم بمقالاته والتي يتم نشرها بصفة دورية في مجلة وفقاً لتفكيره (بالتركية: Kafasina Göre) والمملوكة لإحدى أصدقائة المقربين. يتناول أكيوريك في مقالاته حكايات مختلفة لأشخاص مختلفة وفي بعض الأحيان يشعر القارئ بأن بطل هذه الروايات هو انجين نفسه. وفي سبتمبر 2018 تم نشر الطبعة الأولى من كتابه «الصمت» (بالتركية: Sessizlik) والذى احتوى على العديد من المقالات التي تم نشرها سابقًا في مجلة وفقاً لتفكيره. وتم ترجمة هذا الكتاب للعديد من اللغات كالأسبانية والفارسيه.
قائمة بالمقالات:
العدد (1): وانا ألاحق أحلامى وقعت واصبحت حلماً! 
العدد (2): الرؤوس المتحدثة!
العدد (3): حالة من الابتسام!
العدد (4): للذكريات رائحة في الهواء!
العدد (5):  الطفل الذي بداخلي!
العدد (6): حكاية صغيرة عن الحب!
العدد (7): الصمت!
العدد (8): الرائحة!
العدد (9): السيدة العجوز!
العدد (10): البلى (الكرات الصغيرة التي يلعب بها الأطفال)!
العدد (11): السحابة التي تختبئ في عينيها!
العدد (12): رجل الثلج!
العدد (13): حسن.. ابن أحمد!
العدد (14): الرحيل!
العدد (15): كلب الرعاية الألماني خاصتنا!
العدد (16): مرحباً!
العدد (17): أظن انها «سعادة»!

## نبذة عن أعماله

### الأفلام
| اسم العمل            | وقت العرض | الدور       | ملخص العمل |
| قدر                  | 2006      | شيفات       | حصل على جائزة السينما التركية (SIYAD) كأفضل ممثل واعد وايضاً حصل على لقب "أفضل ممثل شاب" في مسابقة CASOD |
| مشكلة صغيرة في أيلول | 2014      | تيك         | تم إصداره في 14 فبراير 2014. ويلعب شخصية، رجل بريء ليس جميلاً شكلًا ولكن يملك بدلا من ذلك قلب نقى جميل. يعيش بمفرده في جزيرة ووقع بسرعة وبعمق لأول مرة في حب فتاة جميلة من المدينة أعطته بعض الاهتمام وتتوالى الأحداث الشيقة المؤلمة بعد ذلك. ويعتبر هذاالفيلم هو عودة إلى الأفلام الروائية السينمائية في تركيا. |
| الأطفال أمانة لديك   | 2018      | المهندس كرم | عرض الفيلم في مارس 2018. |
| حب واحد وحياتان      | 2019      | أوموت       | تم عرض الفيلم في فبراير 2019. |
| ليكن طريقك مفتوحًا    | 2022      | صالح        | عرض الفيلم في أبريل 2022 |

### الأعمال التليفزيونية
| اسم العمل                                | وقت العرض | الدور             | ملخص العمل |
| ---------------------------------------- | --------- | ----------------- | --- |
| Yabancı Damat "الغريب"                   | 2004–2007 | قادير             | قام بدور "قادير" خباز في متجر حلويات وتعلق بفتاة اسمها "نازلى" وهي ابنة صاحب المتجر الذي يعمل به. ولأن شخصيته تقليدية ومرتبط بكل ما هو قديم لم تراه "نازلى" مناسباً لها؛ ولذلك هربت إلى المدينة قبل حفل الزفاف. ذهب "قادير" مسرعاً إلى المدينة لكي يعيد "نازلى" لإكمال إجراءات الزواج. وفي أثناء ذلك واجه العديد من الأحداث. |
| Karayilan "الثعبان الأسود"               | 2007–2008 | حليم              | لعب دور "حليم" الشاب النقي البريء الغير متعلم ولكن في الوقت نفسه شخصية مرحة جداً يقاتل من أجل تحرير مدينة غازي عنتاب من القوات الفرنسية المحتلة خلال حرب الاستقلال التركية. |
| Bir Bulut Olsam "لو أكون سحابة"          | 2008–2009 | مصطفى بولوت       | قام بدور "مصطفى" المريض بالصرع والوسواس، الذي تزوج ابنة عمه بالقوة، وأخذ في تعذيبها لعدم مبادلته الشعور بالحب. على الرغم من ذلك لم يكن "مصطفى" ذو قلب شرير. تقلب مزاجة والحب الشديد ل"نارين" والذي كان دون مقابل جعله غير متزن وغير حنون مما دفعه لإرتكاب أعمال عنيفة تضره وتضر من حوله. |
| Fatmagül'ün Suçu Ne "ما ذنب فاطمة جول ؟" | 2010–2012 | كريم ألجاز        | بعد أن أصبح يتصدر قوائم أكثر الرجال وسامة في تركيا، كان دور كريم هو السبب في الشهرة الواسعة التي نالها إنجين في الوطن العربي الآن، ويعتبر هذا المسلسل هو عودة التعاون بينه وبين صديقته الممثلة بيرين سات يعتبر دور " كريم" هو أهم دور قام به والشخصية الأكثر شعبية والتي تدور حول شاب اتهم في قضية اغتصاب فتاة في إحدى القرى وتزوج بها لكي يحميها وفي النهاية وقع في حبها. |
| Kara Para Aşk "العشق الأسود"             | 2014–2015 | عمر دمير          | نال عن دوره جائزة أفضل ممثل درامي في مهرجان سيول الدولي للدراما التليفزيونية ورشح أيضا لجائزة أفضل ممثل تليفزيوني عن نفس الدور في الإيمي عن أدائه في هذا المسلسل لشخصية الكوميسار "عمر دمير" رجل الشرطة الوسيم المحنك والواثق من نفسه. ولد في الجانب الفقير من المدينة لكنه موهوب ولديه شخصية مرحة واستثنائية. وفي إحدى الليالي تعرضت خطيبته للقتل وكان هدفه إلقاء القبض على القتلة. ولكن المصير جعله يلتقي بفتاة اطأرستقراطية وهي ابنة الرجل الذي وجد مقتولاً مع خطيبته؛ لذا أصبح هدفهما واحد. ومن هنا ابتدئت رحلة "عمر وإليف" لتواجههما العديد من الأحداث. |
| Ölene Kadar "حتى الممات"                 | 2017      | داهان سويسور      | لعب دور "داهان" الطبيب الشاب الذي كان يخطط لحياة جميلة مستقرة وناجحة ولكن تم اتهامه ظلماً في قضية قتل وحكم عليه بالسجن مدى الحياة. وبعد إحدى عشر عاماً قامت محامية بإعادة فتح القضية وتم تبرئته بعد أن قضى في السجن هذه المدة الطويلة. خرج من السجن بنظرة مختلفة عن الحياة وبروح انتقامية بعد أن فقد كل أماله ومستقبله وحب حياته وكذلك أبيه وكل ذلك بسبب جريمة لم يرتكبها. |
| Sefirin kızı "ابنة السفير"               | 2019      | سانجار ايفه أوغلو | سانجار هو عامل فقير يتعرف في طفولته على ابنة السفير ويقع في حبها. يدمر حياتهما خطأ واحد ويباعد بينهما، حتى تمنحهما الحياة فرصة أخرى للقاء وإصلاح أخطاء الماضي. ولكن لم تستقم الأمور بينهما وتبتعد ابنة السفير مرة أخرى عن سنجار، إلا أن الحياة تلقى في أحضان سنجار معجزة لم يكن يتوقعها لتعوض له عن أحزان الماضي. |
| Adım Farah اسمي فرح                      | 2023      | طاهر لكسيز        | |

### المسرح
| اسم العمل          | وقت العرض | الدور | ملخص العمل |
| ------------------ | --------- | ----- | ---------- |
| Romantika Muzikali | 2007      | سيتو  | غير معروف  |

## الجوائز
1- في عام 2006: حصل في مسابقة SIYAD التركية على جائزة أفضل ممثل واعد في عن أدائة في فيلم قادير.
2- في عام 2006: جائزة CASOD كأفضل ممثل شاب عن أدائة في نفس الفيلم. 3- في عام 20011: حصل على جائزة أفضل ممثل يمثل تركيا في هوليوود غى مهرجان Ucankus عن أدائه لدور«كريم» في مسلسل «ماذنب فاطمة جول».
4- في مايو 2011: حصل على جائزة «أفضل ممثل» عن أدائة لدور «كريم» في Televizyondizisi En İyi Erkek Oyuncu (Viewer Surveys/Polls). 5- في يونيو 2011: حصل على جائزة أكثر ممثل وسيم في برنامج Habershow.
6- في يونيو 2011: حصل على جائزة «أفضل ممثل» عن أدائة لدور «كريم» في Dizifilmbook . 7- في سبتمبر 2011: أكثر ممثل وسيم تحت سن الثلاثين في مسابقة Ayakligazete.
8- في مارس 2012: حصل على جائزة «أفضل ممثل رجل في عام 2011» في Ayakligazete. 9- 2012: جائزة الفراشة الذهبية «أفضل ممثل».
10- جائزة من جمعية ضحايا الاغتصاب بأمريكا. 11- في مايو 2014: حصل على جائزة «أفضل ممثل» على موقع www.televizyondizisi.com عن أدائة لشخصية «عمر» في مسلسل «العشق الأسود». 12- في ديسمبر 2014: حصل على جائزة «أفضل ممثل» من raninitv عن أدائة لشخصية «عمر» في مسلسل «العشق الأسود».
13- في أبريل 2015: حصل على جائزة «أفضل ممثل» في مسابقة Stars of the Export. 14- في مايو 2015: حصل على جائزة «أفضل ممثل» من festival Marconi Odülleri ", organized by Bursa University " radio and television branch ".
15- في عام 2015: جائزة «أفضل ممثل» على موقع www.televizyondizisi.com عن أدائة لشخصية «عمر» في مسلسل «العشق الأسود». 16- في عام 2015: جائزة «أفضل ممثل» في مهرجان سيول الدولى للدراما  Seoul International Drama Awards.
17- في عام 2015: رشح لجائزة «أفضل ممثل» في مهرجان الفراشة الذهبية بتركيا عن أدائة لشخصية «عمر» في مسلسل «العشق الأسود». 18- في عام 2015: رشح لجائزة «أفضل ممثل» في مهرجان الإيمى الدولى  International Emmy Awards عن أدائة لشخصية «عمر» في مسلسل «العشق الأسود».
19- في عام 2015: حصل على جائزة «أفضل ممثل» في مهرجان الفارة الكريستالية الرابع 4. Kristal Fare Ödülleri عن أدائة لشخصية «عمر» في مسلسل «العشق الأسود». 20- في عام 2016: حصل على جائزة «أفضل ممثل» في مهرجان Altın Palamut Sinema Televizyon Ödülleri İçin عن أدائة لشخصية «عمر» في مسلسل «العشق الأسود».
21- في عام 2016: حصل على جائزة «أفضل ممثل» في مهرجان Dijital Dünyanın En’leri Ödülleri 2016 عن أدائة لشخصية «عمر» في مسلسل «العشق الأسود».
22- حصل على جائزة الفارة الكريستالية عن أدائة في فيلم «مشكلة صغيرة في أيلول».
23- شارك فيلم «مشكلة صغيرة في أيلول» في مهرجان أنقرة السينمائي. 24- رشح فيلم «مشكلة صغيرة في أيلول» للمشاركة في مهرجان زاغلايب بكرواتيا.
25- فاز فيلم «مشكلة صغيرة في أيلول» بجائزة الجمهور في مونتريال بكندا. 26- ترشح لجائزة أفضل فيلم بسيلانتو بإيطاليا.
27- حصل فيلم«مشكلة صغيرة في أيلول» على أعلى نسبة مشاهدة في التلفاز عن الأفلام المعروضة في 2015. 28- صنف فيلم «مشكلة صغيرة في أيلول» كأفضل فيلم رومانسى تركى حسب تصنيف IMDB العالمى للأفلام.
29- حصل فيلم«مشكلة صغيرة في أيلول» على جائزة أفضل فيلم في دولة تشيلى. 30- حصل فيلم«مشكلة صغيرة في أيلول» على جائزة أفضل فيلم من جمعية أولوداغ السمعية البصرية.
31- في عام 2017: تم تكريمه في مهرجان الفراشة الذهبية حيث تم منحه «جائزة المعجزة» وهي جائزة شرفية منحت له تقديراً لجهوده ومساهمته في نشر ونجاح الدراما التركية في جميع أنحاء العالم.

## انجين أكيوريك والجمهور
بالرغم من أن انجين أكيوريك يعد من النجوم القلائل الذين ظلوا لا يملكون أي حسابات على وسائل التواصل الإجتماعى لفترة طويلة؛ حيث أن أول حساب رسمي له تم إنشائه في 21 من مارس 2021 على انستغرام، إلا انه لديه قاعدة عريضه من المعجبين والمتابعين من جميع أنحاء العالم. يقوم جمهور انجين بتنظيم العديد من الفاعليات والأعمال الخيرية باسم انجين. وقى كل عام يحتفل متابعية بعيد ميلاده بالقيام بالتبرع بالدم أو جمع الأموال وإعطائها للجمعيات الخيرية أو مستشفيات الأطفال أو التبرع بتجهيز غرف باسم انجين في المستشفيات. كما يلتقى معجبوا انجين أكيوريك من جميع أنحاء العالم كل عام من أجل المحاولة للقاء نجمهم المفضل. وفي كل عام يلتقى انجين بعدد من جمهوره من بلدان مختلفه لكى يتواصل معهم ويعربوا لهم حبهم وتقديرهم لما يقدمه من فن هادف وراقى. وقد قامت إحدى الأساتذة بجامعة أمريكية بتناول دور انجين في مسلسل العشق الأسود وتدريسه للطلاب لشدة اتقانه لأدائه لهذا الدور. كما قامت إحدى الأساتذة بتأليف رواية مقتبسة من قصة مسلسل:العشق الأسود" وبطلها هو المحقق عمر دمير. وقامت مؤلفة في دولة البرازيل بتأليف سلسلة كتب للأطفال بطلها هو الصغير "انجينو".

## روابط خارجية
- إنجين أكيوريك على موقع IMDb (الإنجليزية)
- إنجين أكيوريك على موقع قاعدة بيانات الأفلام العربية
- إنجين أكيوريك على موقع ألو سيني (الفرنسية)
- إنجين أكيوريك على موقع قاعدة بيانات الفيلم (الإنجليزية)
- إنجين أكيوريك على موقع كينوبويسك (الروسية)